# Mahaakshay Chakraborty
Mahaakshay Chakraborty (Bombay, 30 juli 1984) is een Indiaas acteur die voornamelijk in Hindi films speelt.

## Biografie
Mahaakshay maakte zijn debuut in 2008 met Jimmy als Mimoh. Met zijn tweede release in 2011, Haunted 3D gebruikte hij weer zijn originele naam. Dit was tevens Indiaas eerste 3D film.
Hij is de zoon van acteur Mithun Chakraborty en actrice Yogeeta Bali.

## Carrière
Hij maakte zijn debuut als "Mimoh" in de film Jimmy uit 2008, waarin hij een DJ speelde die valselijk werd beschuldigd van moord en vervolgens in de criminele onderwereld werd meegezogen. De film, geregisseerd door Raj N. Sippy, bevatte ook Rahul Dev, Shakti Kapoor en Vivana Singh in een prominente rol. Jimmy kreeg overweldigend negatieve recensies van zowel critici als publiek, en werd uiteindelijk uitgeroepen tot een box-office flop. Veel kijkers hadden kritiek op de acteervaardigheden van Mimoh. Filmjournalist Patchy N van Rediff.com merkte op: "In deze tijd waarin debutanten goed verzorgd zijn, getraind in actie, dans en vooral dialoog, dictie en acteren, is het schokkend dat Mimoh Chakraborty er zo vreselijk onvoorbereid uitziet.
In 2011 was zijn eerste release Haunted - 3D, de eerste Indiase stereoscopische 3D-horrorfilm. De film kreeg gemengde recensies van critici en publiek, maar werd een commercieel succes. The Times of India gaf de film drie van de vijf sterren en zei: "Als de film werkt - en hij werkt best goed - dan komt dat alleen door de speciale effecten. Het ervaren van de horror in 3D is inderdaad een nieuwe ervaring voor de kijker. , vooral omdat het slim is gedaan."
In zijn volgende release, Loot, speelt hij een buurjongen die naar Pattaya wordt gebracht om een huis te beroven, maar hij en zijn misdaadpartners (Govinda, Suniel Shetty en Jaaved Jaffrey) plunderen uiteindelijk het verkeerde huis. Loot ontving gemengde tot negatieve recensies van de meeste critici en was een box-office flop.

## Filmografie
| Jaar | Film                                   | Rol                              | Opmerking      |
| ---- | -------------------------------------- | -------------------------------- | -------------- |
| 2008 | Jimmy                                  | Jasminder Kumar Pushp (DJ Jimmy) |                |
| 2011 | Haunted – 3D                           | Rehan                            |                |
| 2011 | Loot                                   | Wilson                           |                |
| 2013 | Rocky                                  | Rocky                            | Bengaalse film |
| 2013 | Enemmy                                 | Madhav Sinha                     |                |
| 2015 | Ishqedarriyaan                         | Agam Diwan                       |                |
| 2017 | Holy Smoke                             | Max                              | korte film     |
| 2018 | Ab Mujhe Udnaa Hai - Let me soar high! | dansleraar                       | korte film     |
| 2021 | Main Mulayam Singh Yadav               | Shivpal Singh Yadav              |                |
| 2023 | Rosh                                   | Rajat Khanna                     |                |
| 2023 | Jogira Sara Ra Ra                      | Lallu                            |                |
| 2024 | Pride                                  | Williams                         |                |
| 2025 | Nenekkadunna                           | Anand                            | Telugu film    |
| 2025 | Oye Bhootni Ke                         | Amit                             |                |